# Stretto Friza
Lo stretto Friza o stretto di Vries (in russo пролив Фриза; in giapponese 択捉水道) è un braccio di mare nell'oceano Pacifico settentrionale che separa l'isola di Iturup da Urup, nella catena delle isole Curili. Si trova nel Kuril'skij rajon dell'oblast' di Sachalin, in Russia. 
Lo stretto, che mette in comunicazione il mare di Ochotsk con il Pacifico, è uno dei più grandi stretti della cresta delle Curili. È largo circa 40 km e lungo 30 km. La profondità è di oltre 1300 m.
Si getta nelle acque dello stretto una delle cascate più alte della Russia, la cascata Il'ja Muromec (водопадов Илья Муромец), che cade per 141 m dal promontorio Medvežij (Медвежий полуостров), l'estremità nord-orientale di Iturup.
Lo stretto prende il nome dell'esploratore Maarten Gerritsz Vries, che visitò le isole Curili nel 1643. Dal 1855 al 1875, il confine di stato tra Russia e Giappone attraversava lo stretto.

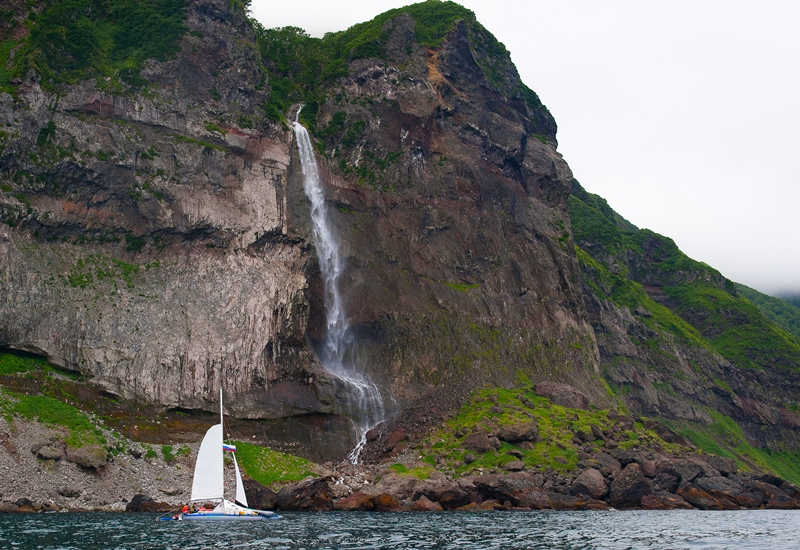
La cascata Il'ja Muromec